# Péninsule de Tarkhankout
La péninsule de Tarkhankout (en ukrainien : Тарханкутський півострів ; en russe : Тарханкутский полуостров ; en tatar de Crimée : Tarhanqut yarımadası) est une péninsule qui constitue l'extrémité occidentale de la Crimée dans la mer Noire. Sa rive nord est la côte sud du golfe de Karkinit. Son point le plus occidental est le cap Prybiynyi (uk) ; au sud se trouve le cap Tarkhankout. Le relief de la péninsule est constitué des Highlands de Tarkhankout.

## Géographie

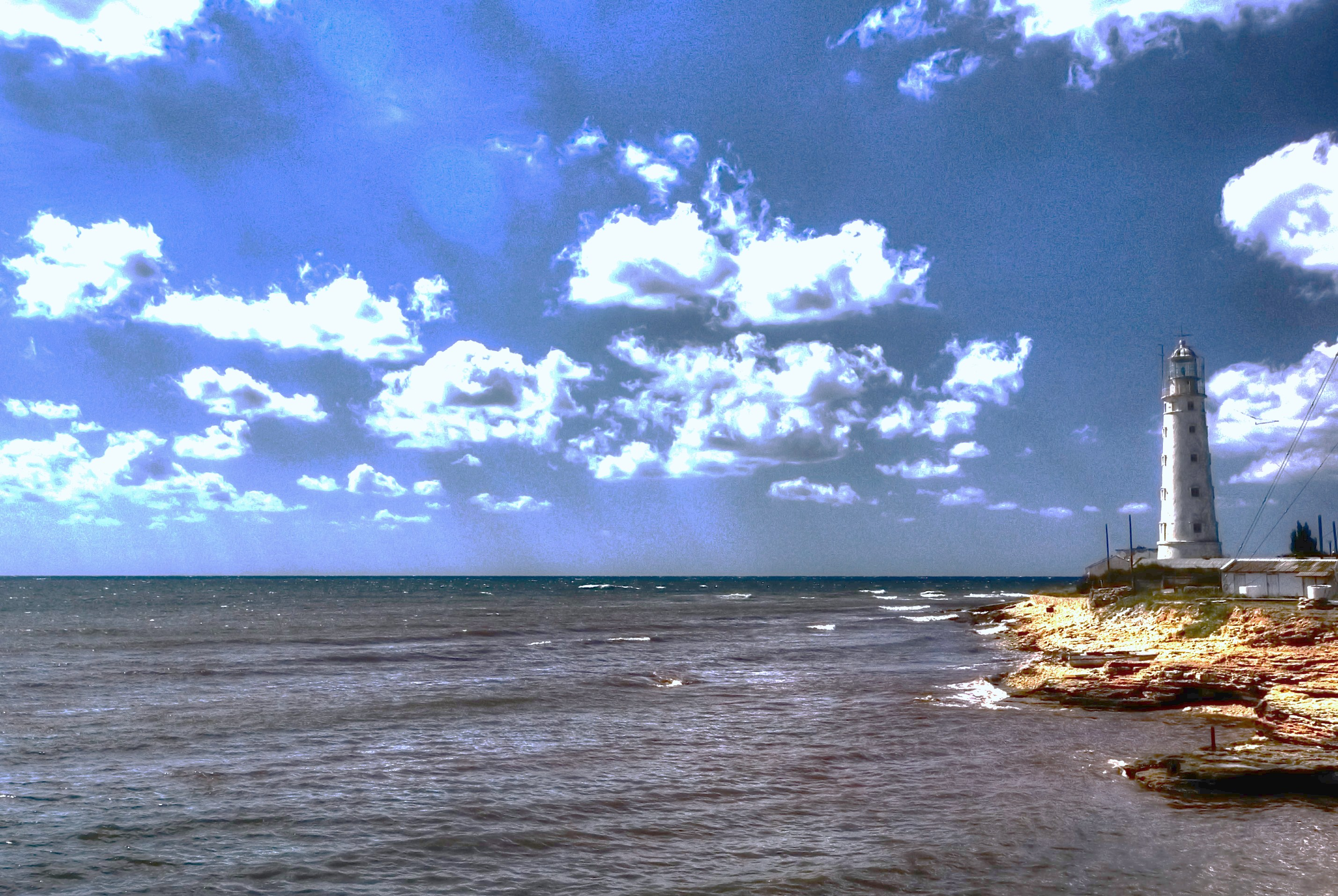
Son phare.

### Cap Tarkhankout
Le cap Tarkhankout est un cap au sud-ouest de la péninsule et constitue son extrémité ouest où se situe le parc national Tcharivna Havan. Le phare de Tarkhankout est situé à l'extrémité du cap.

### Plateau de Tarkhankout
Les Highlands de Tarkhankout ou collines de Tarkhankout sont des hautes terres qui constituent la péninsule de Tarkhankout. 
Le parc éolien de Tarkhankout est situé au bord du lac Donouzlav sur les Highlands de Tarkhankout. 

### Lac Donouzlav
Le lac Donouzlav (en ukrainien : Донузлав) est un lac salé relié à la mer Noire par un chenal maritime et situé sur la rive sud de la péninsule.

### Lac Djarylgatch
Le lac Djarylhatch, (en ukrainien : Джарылга́ч) est un lac au nord de la péninsule.

## Histoire

### Guerre russo-ukrainienne
Pendant la guerre russo-ukrainienne, après l'annexion de la Crimée en 2014, les forces armées russes stationnent le 3e régiment du génie radio dans la région. La zone est également équipée d'un système de missiles S-400 pour la défense aérienne. Le 23 août 2023, l’armée ukrainienne parvient à détruire ce système de missiles grâce à une frappe aérienne. 

## En images

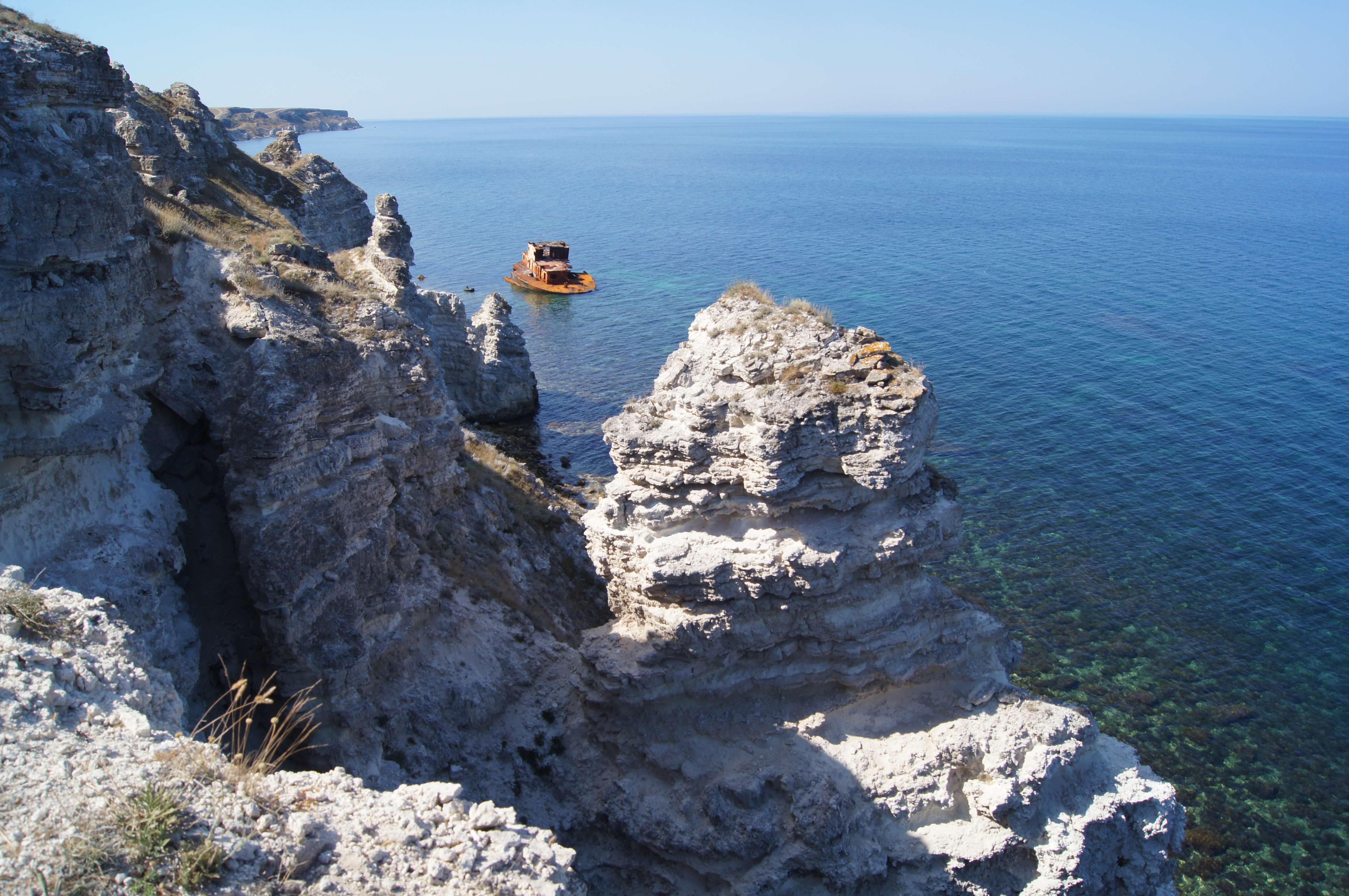
Djanhoul du parc national Tcharivna Havan,
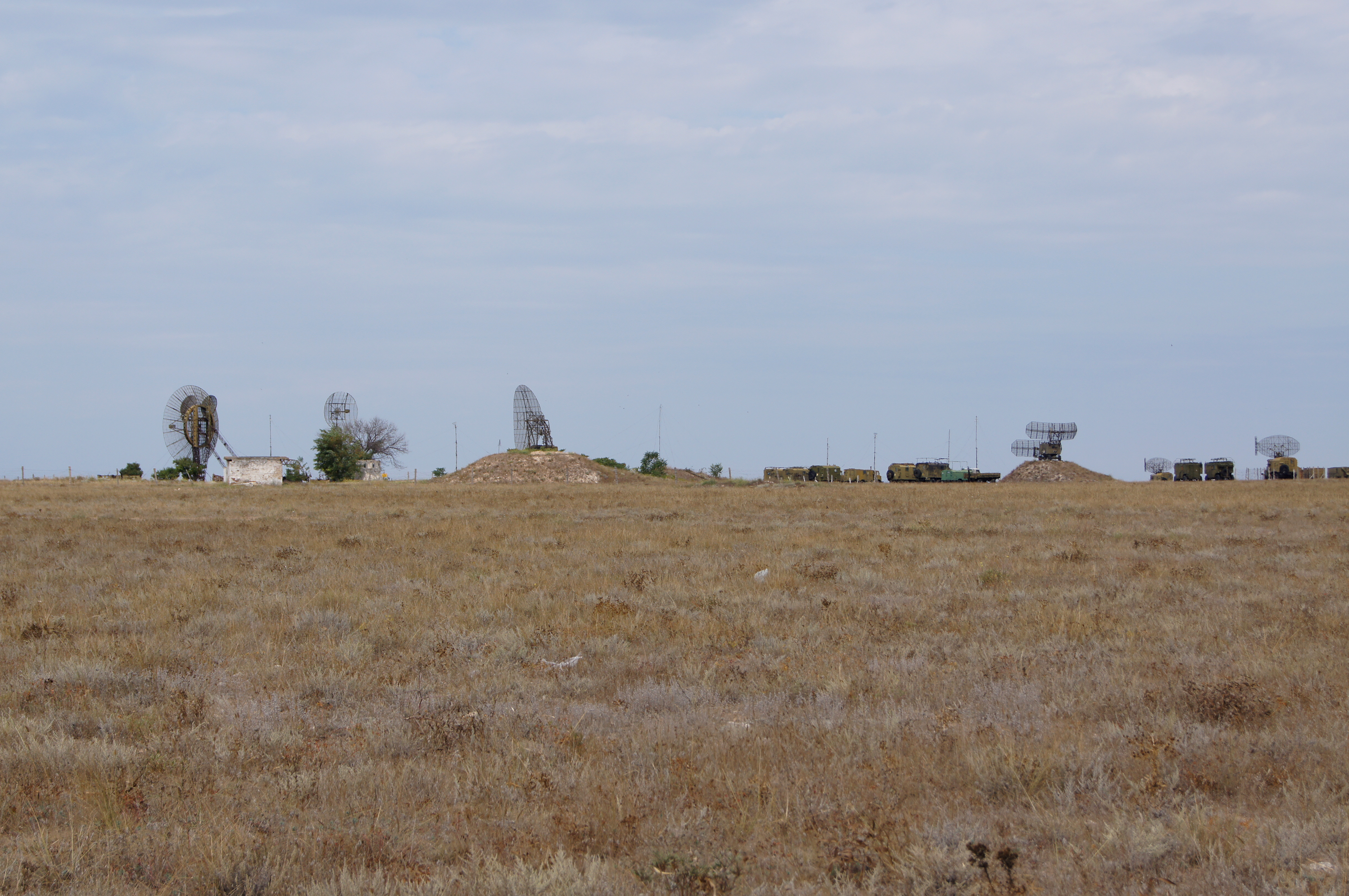
Installations radar.
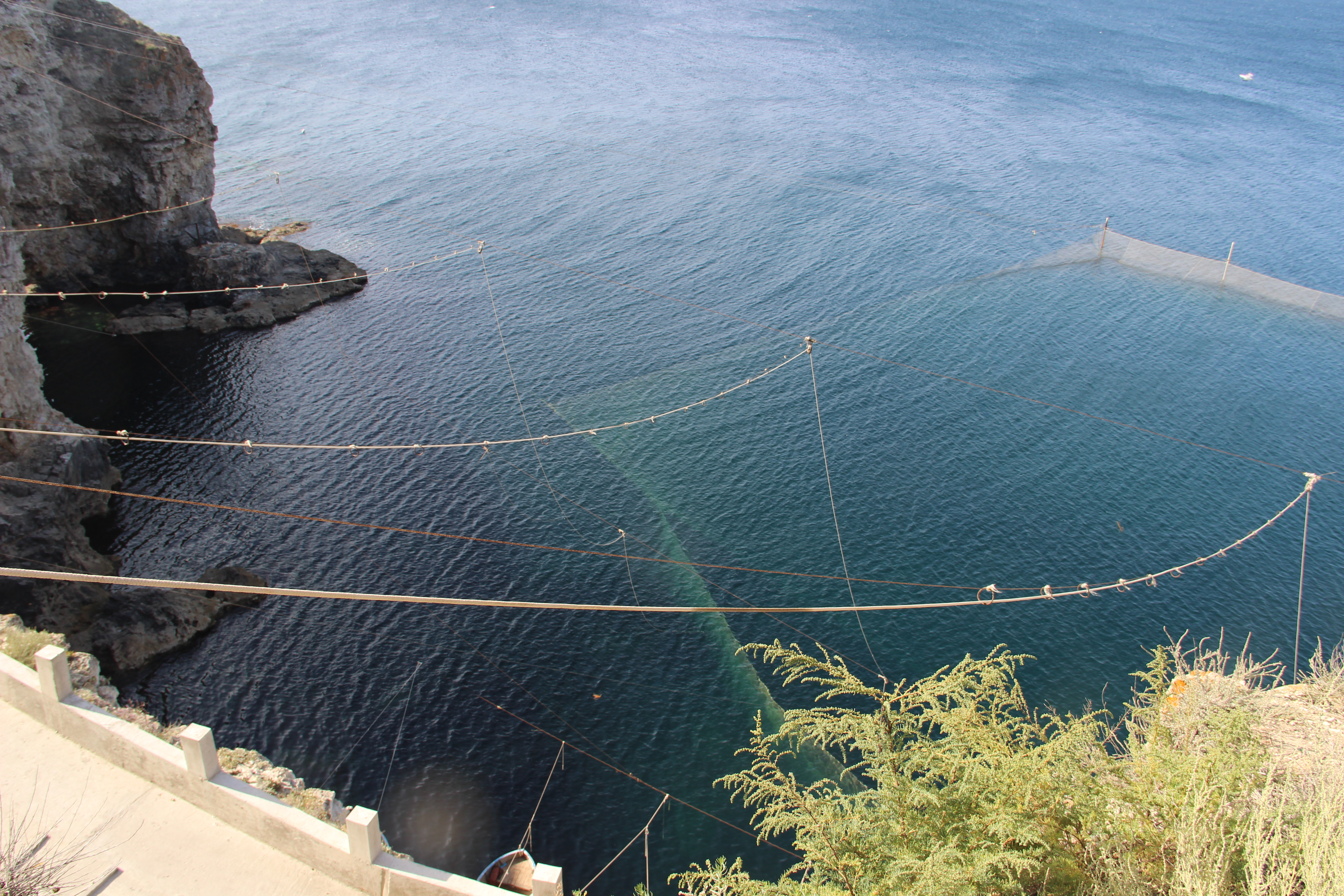
Pêche au mulets depuis la côte.
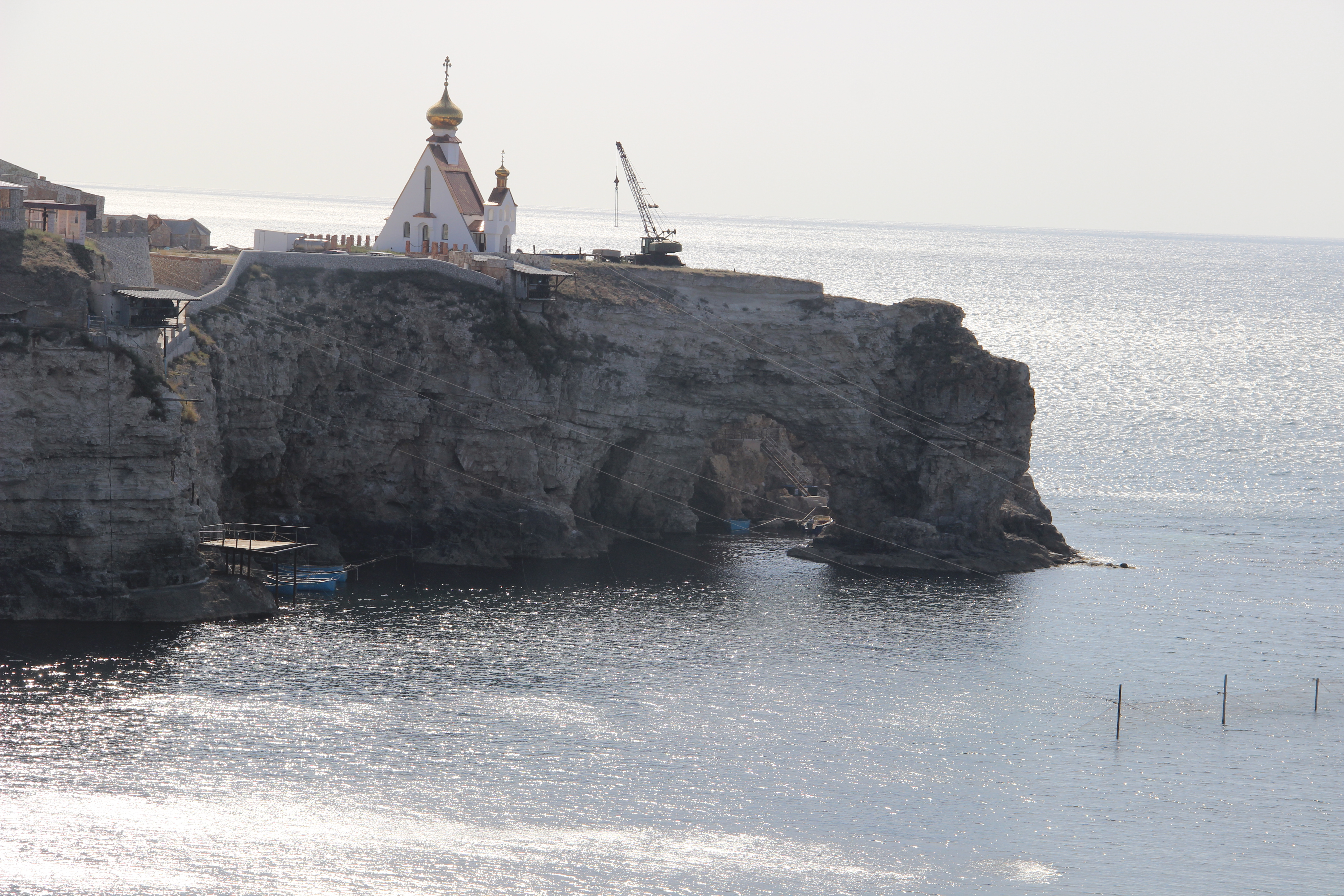
Chapelle st-Nicolas.